# Hyptiotes solanus
Hyptiotes solanus là một loài nhện trong họ Uloboridae.
Loài này thuộc chi Hyptiotes. Hyptiotes solanus được miêu tả năm 2005 bởi Dong, Zhu & Yoshida.